# Ångermanland
Ångermanland je švedska pokrajina u Norrlandu na sjeveroistoku Švedske.

## Zemljopis
Graniči s pokrajinama Medelpad na jugu, Jämtland na zapadu, Lappland i Västerbotten na sjeveru, dok je na istoku okružuje Botnički zaljev.
Veliki dio pokrajine je u sastavu županije Västernorrlands län, dok su ostali manji dijelovi pripali županijama Västerbottens län i Jämtlands län. Pokrajina se prostire na površini od 19 800 km2 i ima 140 188 stanovnika. Najnaseljeniji gradovi pokrajine su Örnsköldsvik i Härnösand. Bunkfjället (740m) je najviša planina pokrajine, a Tåsjön najveće jezero. U Ångermanlandu se nalazi i nacionalni park Skuleskogen, brdovito obalno područje Baltičkog mora južno od Örnsköldsvika na površini od 2 950 hektara.

## Gradovi
- Härnösand
- Örnsköldsvik
- Sollefteå
- Kramfors

## Galerija slika
- Örnskoldsvik crkva
- Jezero Tåsjö
- Zaljev Rödviken nedaleko Ullångera
- Viksjö crkva
- Rijeka Moälven
- Zalazak sunca u Ångermanlandu
- Peter Forsberg rođen u Örnsköldsviku

## Vanjske poveznice
- Karta i info o Ångermanlandu  Arhivirana inačica izvorne stranice od 8. prosinca 2013. (Wayback Machine)